# 小行星6142
小行星6142是一颗围绕太阳公转的小行星。1993年3月23日，艾倫·C·吉爾摩、潘蜜拉·M·基爾馬汀在新西兰蒂卡普湖发现了此天体。
这颗小行星的绝对星等为44.23195675822828等。